# T.A.T.u. Remixes
t.A.T.u. Remixes – specjalne wydawnictwo zawierające remiksy piosenek z albumów 200 po wstriecznoj oraz 200 km/h in the Wrong Lane grupy t.A.T.u. W jego skład wchodzą dwie płyty CD oraz jedna płyta DVD. Przeznaczone głównie na rynek rosyjski i japoński, choć trafiło także do sprzedaży w pozostałych krajach. 

## Lista utworów

### CD1
1. All the Things She Said (Blackpulke Remix)
2. All the Things She Said (MARK!'s Buzzin Mix)
3. All the Things She Said (Running and Spinning Remix by Guéna LG & RLS)
4. All the Things She Said (Extension 119 Club Dub)
5. Not Gonna Get Us (Larry Tee Electroclash Mix)
6. Not Gonna Get Us (Richard Morel's Pink Noise Vocal Mix)
7. Not Gonna Get Us (Thick Dick Vocal)
8. Not Gonna Get Us (Dave Aude Velvet Dub)
9. 30 Minutes (Extension 119 Club Dub)
10. Prostyje dwiżenia
11. Nie wier', nie bojsia

### CD2
1. Ja soszła s uma (HarDrum Remix)
2. All the Things She Said (HarDrum Remix)
3. Nas nie dogoniat (HarDrum Remix)
4. 30 minut (HarDrum Remix)
5. 30 minut (Naked Mix by Moscow Grooves Institute)
6. 30 minut (Raga Mix by That Black)
7. Malchik-Gey (Fanky Mix by That Black)
8. All the Things She Said (Extention 119 Club Edit)
9. All the Things She Said (DJ MONK's Breaks Mix)

### DVD
1. Ja soszła s uma - Video
2. Ja soszła s uma - Remix Video
3. Nas nie dogoniat Video
4. 30 minut - Video
5. Prostyje dwiżenia - Video
6. All the Things She Said - Video
7. All the Things She Said - Remix Video
8. Not Gonna Get Us - Video
9. Not Gonna Get Us - Remix Video
10. 30 minut - Video
11. How Soon is Now? - Video
12. Nie wier, nie bojsja - z występu na Muz-TV Awards
13. Nas nie dogoniat - z występu na Muz-TV Awards

## Notowania
| Kraj/Region | Pozycja | Status | Sprzedaż |
| ----------- | ------- | ------ | -------- |
| Japonia     | 105     |        | 8.000    |
| Korea       | -       |        | 5.800    |
| Rosja       | 2       | Złoto  | 150.000  |
| Świat       | -       |        | 175.000  |